# Kevin Daniels
Kevin Dwight Daniels jr. (San Diego (Californië), 9 december 1976) is een Amerikaans acteur.

## Biografie
Daniels heeft het acteren geleerd aan de Juilliard School in New York.

## Filmografie

### Films
Uitgezonderd korte films.
- 2024 Not Another Church Movie - als Taylor Pharry
- 2023 Passing Through - als Kevin
- 2021 Shelter in Place – als Ty
- 2021 Untitled Horror Movie - als Harry
- 2020 aTypical Wednesday – als rechercheur
- 2019 Live and Let Die – als mr. Big (stem)
- 2018 Poor Greg Drowning – als Hector
- 2018 The California No – als dr. Rios
- 2017 Untitled Jenny Lumet Project – als Daniel Markus
- 2017 Alaska Is a Drag – als George
- 2016 Swing State – als Donald
- 2016 The Watcher – als Reggie
- 2013 McCanick – als undercoveragent
- 2013 Raze – als beveiliger
- 2007 I'm with Stupid – als Sheldon
- 2007 And Then Came Love – als Paul
- 2006 Broken – als Franklin
- 2005 The Island – als criticus
- 2005 Their Eyes Were Watching God – als Liege Moss
- 2005 Briar & Graves – als ??
- 2004 Ladder 49 – als Don Miller
- 2004 Neurotica – als ??
- 2003 Hollywood Homicide – als Cuz
- 2001 Kate & Leopold – als portier bij feest
- 1998 Twelfth Night, or What You Will – als officier / Lord

### Televisieseries
Uitgezonderd eenmalige gastrollen.
- 2023 - 2024 Will Trent - als Franklin - 7 afl.
- 2023 Frasier - als Tiny - 5 afl.
- 2021 The Big Leap - als Wayne Fontaine - 11 afl.
- 2021 10 Days - als coach Hutton - 6 afl.
- 2017 – 2021 Atypical – als coach Briggs – 8 afl.
- 2018 – 2020 Coop and Cami Ask the World – als schoolhoofd Walker – 10 afl.
- 2020 Council of Dads – als Peter Richards – 7 afl.
- 2010 – 2019 Modern Family – als Longines – 12 afl.
- 2019 Why Women Kill – als Lamar – 4 afl.
- 2019 Now Apocalypse – als Barnabas Powers – 4 afl.
- 2018 – 2019 The Orville – als Locar – 2 afl.
- 2017 Trial & Error – als Alfonzo – 4 afl.
- 2015 – 2016 Glimpses of Greg – als Hector – 2 afl.
- 2014 – 2015 Sirens – als Hank – 23 afl.
- 1999 Daria – als Michael Jordan MacKenzie – 4 afl. (animatieserie)

### Computerspellen
- 2016 Mafia III – als stem
- 2015 Dying Light – als Spike
- 2013 Dead Island Riptide – als Dr. Cecil
- 2011 Dead Island – als Titus
- 2011 Call of Juarez: The Cartel – als diverse stemmen
- 2011 NCIS Video Game – als David Burch

## Theaterwerk opBroadway
- 2012 Magic/Bird – als Earvin Johnson
- 1998 Twelft Night – als officier / heer in huis van Orsino